# Eurich

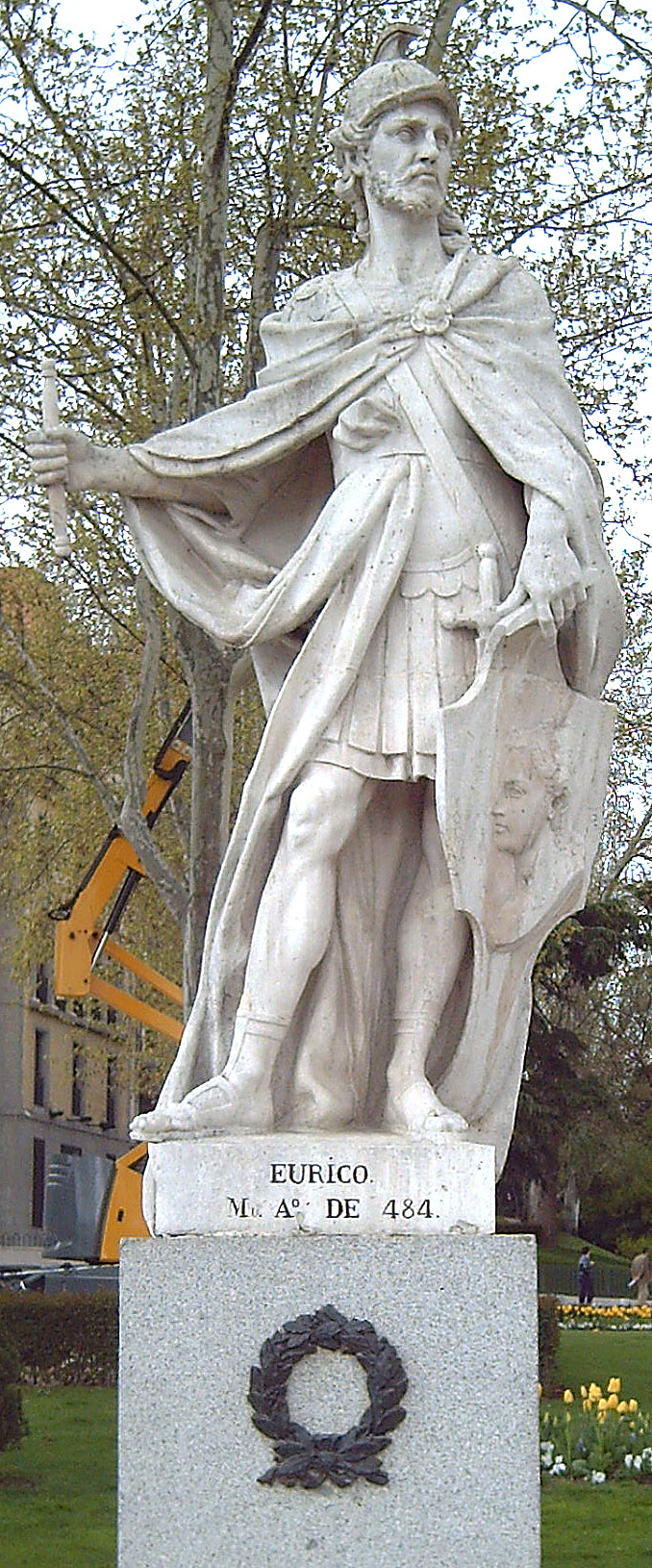
Eurich (Statue auf Madrids Plaza Oriente)

Eurich (* um 440; † 484) war ein bedeutender König bzw. rex der Westgoten, der von 466 bis 484 regierte. Er wird mitunter auch als Eurich II. bezeichnet.

## Leben
Eurich (II.) kam als Sohn des Königs Theoderich I. zur Welt, der in der Schlacht auf den Katalaunischen Feldern (451) gegen die Hunnen und Ostgoten fiel. Seine Brüder Thorismund und Theoderich II. waren seine Vorgänger als Könige. Er beseitigte 466 seinen älteren Bruder Theoderich II., der 453 Thorismund getötet hatte, und übernahm die Macht. Die Westgoten siedelten seit 418 im Südwesten Galliens und waren formal als foederati mit Westrom verbündet (das Land gehörte offiziell auch weiterhin zum Imperium), wenn es auch immer wieder zu Spannungen kam. Eurich wird oft mit dem Codex Euricianus in Verbindung gebracht, welcher aber vielleicht auch erst von seinem Sohn herausgegeben wurde.
Als mit dem Scheitern einer großen Offensive gegen Geiserich die Schwäche der in Ravenna residierenden weströmischen Regierung unübersehbar geworden war, brach Eurich 468 das alte foedus mit Westrom (Sidon. epist. 7,6,4) und eroberte nun alle noch verbliebenen römischen Gebiete zwischen der Loire und den Pyrenäen. Der Versuch des weströmischen Kaisers Anthemius, eine anti-gotische Koalition zu bilden, hatte keinen Erfolg: 471 schlug Eurich eine kaiserliche Armee in Südgallien, welches bald darauf von Ravenna aufgegeben werden musste. Er fiel wieder in Hispanien ein, wo er zwischen 472 und 473 große Siege errang. Pamplona und Saragossa sowie die Mittelmeerküste um Tarragona wurden gotisch, Ravenna konnte auch hier nicht mehr effektiv eingreifen. Daneben war Eurich der einzige Westgotenkönig, der auch im Seekrieg erfolgreich war. Er verteidigte sein Reich zudem gegen die Franken und setzte den inneren Frieden mit Härte durch. Der Versuch, seine Macht auch auf Italien selbst auszuweiten, scheiterte allerdings 473 am Widerstand des Kaisers Glycerius.
Auch in der Auvergne traf er auf erbitterten Widerstand durch den Heermeister Ecdicius, der aber schließlich gebrochen werden konnte. Dort setzte Eurich Victorius als comes ein. Für diese letzten Tage der spätantiken gallo-römischen Kultur sind die Briefe des Sidonius Apollinaris eine wichtige Quelle. 475 überließ Kaiser Julius Nepos den Westgoten vertraglich die eroberten Gebiete. Auch Arelate (Arles) wurde westgotisch.
Eurich wird als maßvoll und klug geschildert, wobei er aber wiederholt gegen die aus der gallo-römischen Aristokratie stammenden katholischen Bischöfe vorging, da diese in Eurich vor allem einen Arianer und Barbaren sowie, wie etwa Sidonius, einen Vertragsbrecher sahen. Zum Zeitpunkt seines Todes war Eurich der mächtigste Germanenfürst auf dem Boden des Imperium Romanum, von dem nur noch der Ostteil unter kaiserlicher Herrschaft verblieben war. 
Eurichs Nachfolger wurde sein Sohn Alarich II., der 507 in der Schlacht von Vouillé gegen die Franken fiel. Mit dieser Niederlage ging auch die unter Eurich erlangte Vormachtstellung der Westgoten wieder verloren.